# Dynastie (série télévisée, 2017)
Pour les articles homonymes, voir Dynastie (homonymie) et Dynasty.
Cet article concerne le reboot de 2017. Pour le feuilleton original de 1981, voir Dynastie (série télévisée, 1981).
Dynastie (Dynasty) est une série télévisée américaine en 108 épisodes de 42 minutes développée Josh Schwartz, Stephanie Savage et Sallie Patrick, diffusée entre le 11 octobre 2017 et le 16 septembre 2022 sur le réseau The CW.
Il s'agit d'un reboot du célèbre feuilleton télévisé Dynastie, créé par Richard et Esther Shapiro et diffusée entre 1981 et 1989 sur ABC.
Au Canada et dans tous les pays francophones, la série est diffusée depuis le 12 octobre 2017 sur le service Netflix. Elle est également rediffusée à la télévision au Québec depuis le 7 octobre 2019 sur Elle Fictions et en France depuis le 2 février 2020 sur Téva.

## Synopsis
La série suit la vie de la riche et puissante famille Carrington, à Atlanta dans l'état de Géorgie aux États-Unis.
Fallon Carrington revient au domicile familial dans le but d'être choisie comme nouvelle PDG de la société de son père. Mais une fois arrivée, elle a la mauvaise surprise de découvrir que son père est fiancé à Cristal Flores, une jeune femme latina responsable de la communication pour la société. Accusant cette dernière de s'intéresser à la fortune familiale, Fallon va tout mettre en œuvre pour découvrir les secrets de Cristal. Cela va vite créer des tensions entre les deux jeunes femmes qui vont tenter de faire de la vie de l'autre un cauchemar.

## Distribution

### Acteurs principaux
| Acteur(s)                | VF                    | Personnage(s)                             | Personnage par saison | Personnage par saison | Personnage par saison | Personnage par saison | Personnage par saison |
| Acteur(s)                | VF                    | Personnage(s)                             | 1                     | 2                     | 3                     | 4                     | 5                     |
| ------------------------ | --------------------- | ----------------------------------------- | --------------------- | --------------------- | --------------------- | --------------------- | --------------------- |
| Elizabeth Gillies        | Olivia Luccioni       | Fallon Carrington                         | Principale            | Principale            | Principale            | Principale            | Principale            |
| Grant Show               | Thierry Ragueneau     | Blake Carrington                          | Principal             | Principal             | Principal             | Principal             | Principal             |
| Rafael de La Fuente      | Paolo Domingo         | Samuel Josiah « Sammy Jo » Jones          | Principal             | Principal             | Principal             | Principal             | Principal             |
| Robert Christopher Riley | Jean-Baptiste Anoumon | Michael Culhane                           | Principal             | Principal             | Principal             | Principal             | Principal             |
| Sam Adegoke (en)         | Namakan Koné          | Jeff Colby                                | Principal             | Principal             | Principal             | Principal             | Principal             |
| Alan Dale                | Thierry Murzeau       | Joseph Anders                             | Principal             | Principal             | Principal             | Principal             |                       |
| James Mackay             | Yann Peira            | Steven Carrington                         | Principal             | Récurrent             |                       |                       | Invité                |
| Nathalie Kelley          | Laura Blanc           | Celia Machado / Cristal Flores-Carrington | Principale            |                       |                       |                       |                       |
| Nicolette Sheridan       | Marie-Martine Bisson  | Alexis Morell Carrington Colby            | Récurrente            | Principale            |                       |                       |                       |
| Elaine Hendrix           | Marie-Martine Bisson  | Alexis Morell Carrington Colby            |                       |                       | Principale            | Principale            | Principale            |
| Adam Huber               | Cédric Dumond         | Jack « Liam » Ridley-Lowden               | Récurrent             | Récurrent             | Principal             | Principal             | Principal             |
| Ana Brenda Contreras     | Barbara Beretta       | Cristal Jennings-Carrington               |                       | Principale            |                       |                       |                       |
| Daniella Alonso          | Barbara Beretta       | Cristal Jennings-Carrington               |                       |                       | Principale            | Principale            | Principale            |
| Maddison Brown           | Elisa Oriol           | Kirby Anders                              |                       | Principale            | Principale            | Principale            | Principale            |
| Sam Underwood            | Julien Allouf         | Dr Adam Carrington                        |                       | Récurrent             | Principal             | Principal             | Principal             |
| Michael Michele          | Géraldine Asselin     | Dominique Deveraux                        |                       | Récurrent             | Principale            | Principale            | Principale            |
| Eliza Bennett            | Ludivine Maffren      | Amanda Carrington                         |                       |                       |                       | Récurrente            | Principale            |

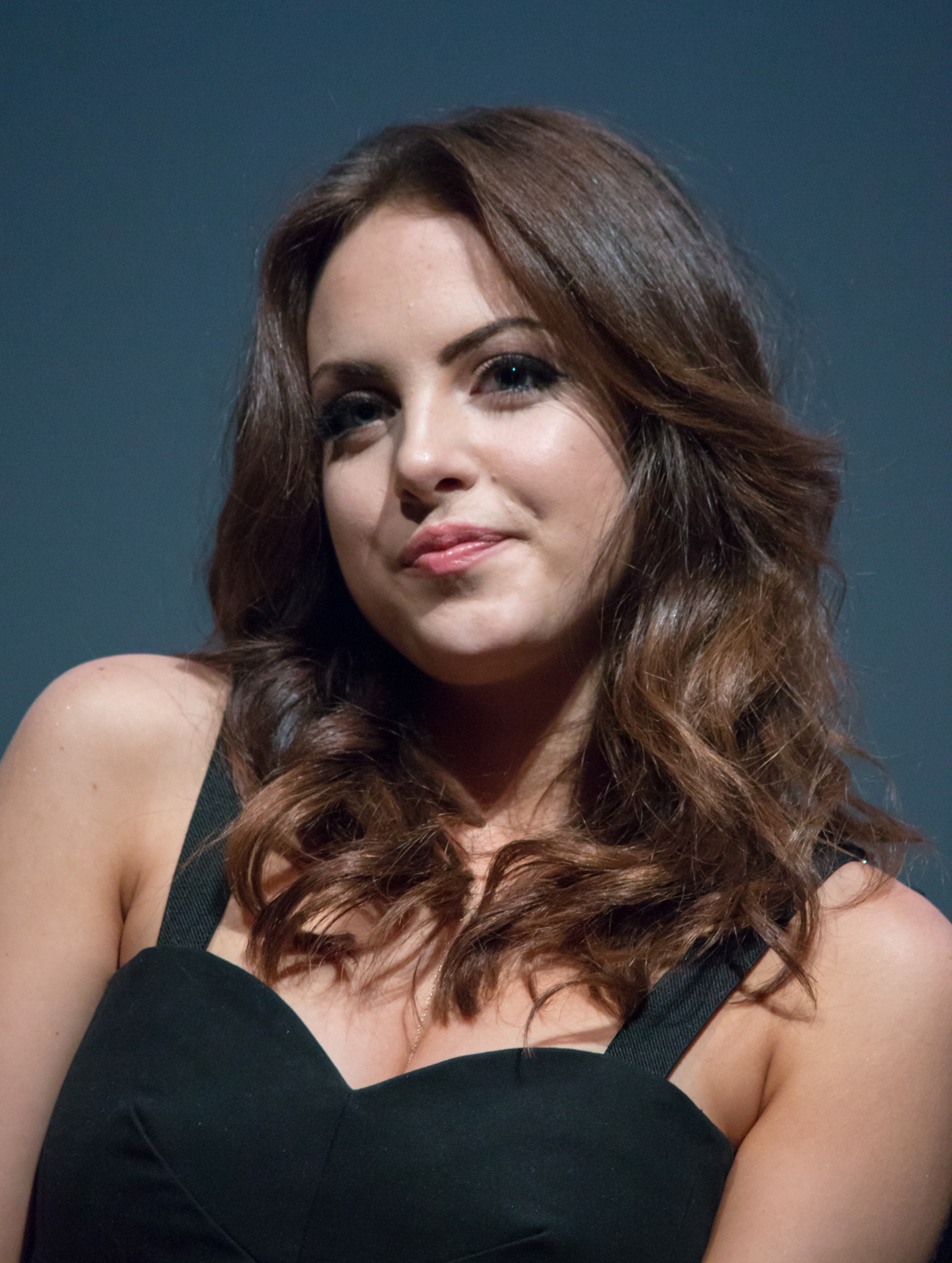
Elizabeth Gillies interprète Fallon.
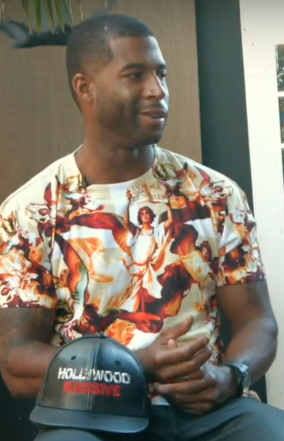
Robert Christopher Riley interprète Michael.
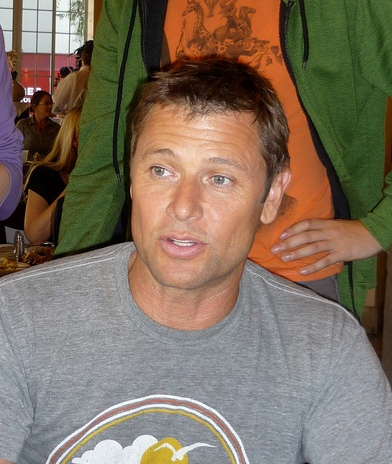
Grant Show interprète Blake.
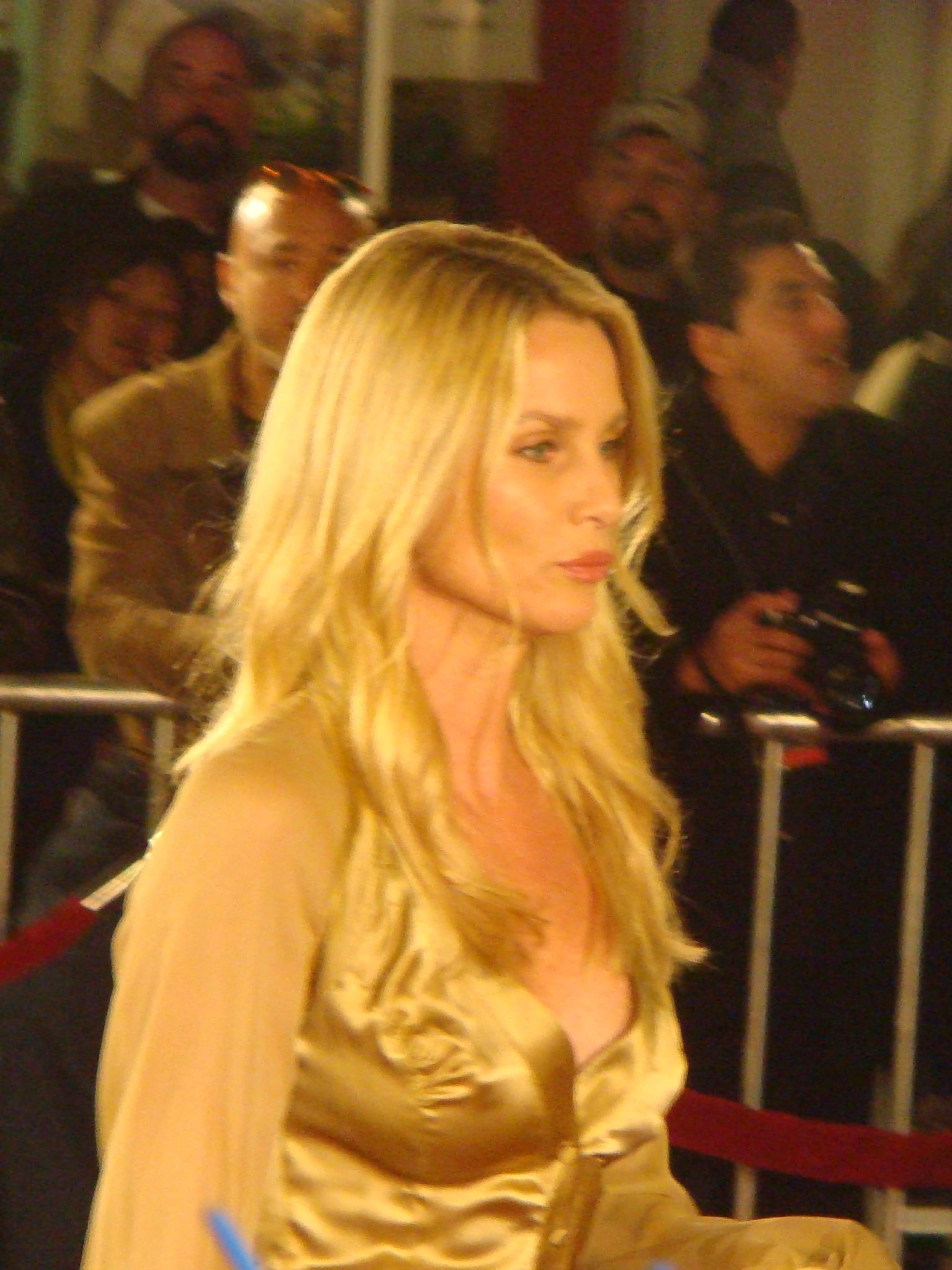
Nicollette Sheridan est la première interprète d'Alexis.
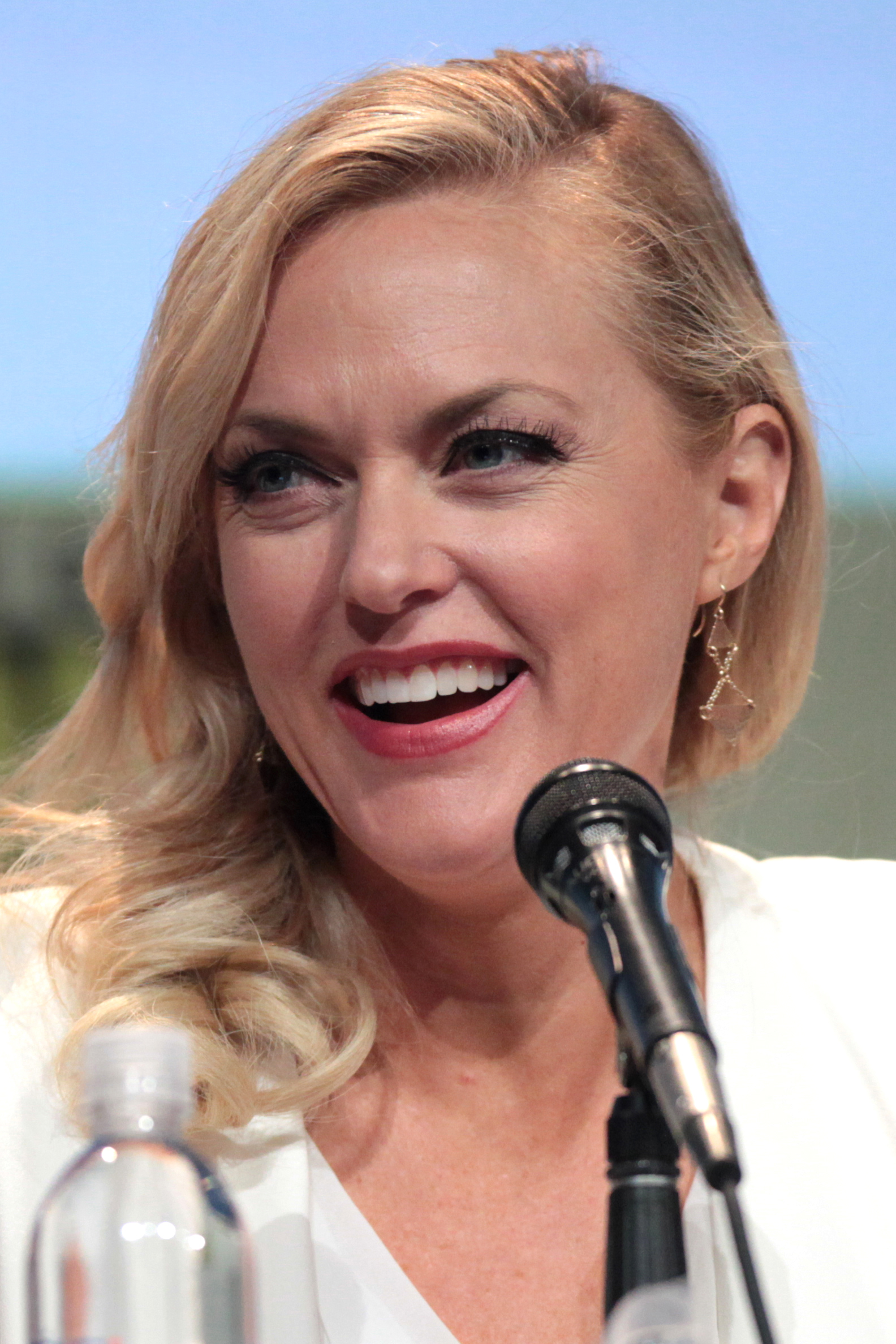
Elaine Hendrix est la troisième interprète d'Alexis.
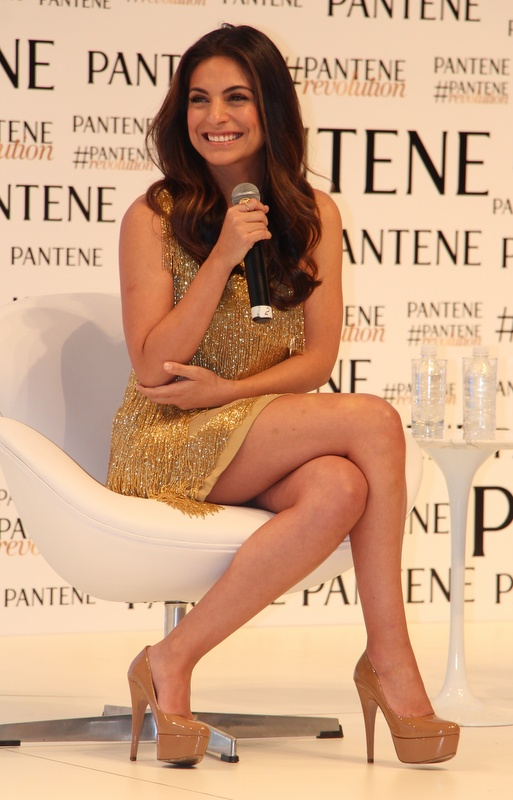
Ana Brenda Contreras est la deuxième interprète de Cristal.
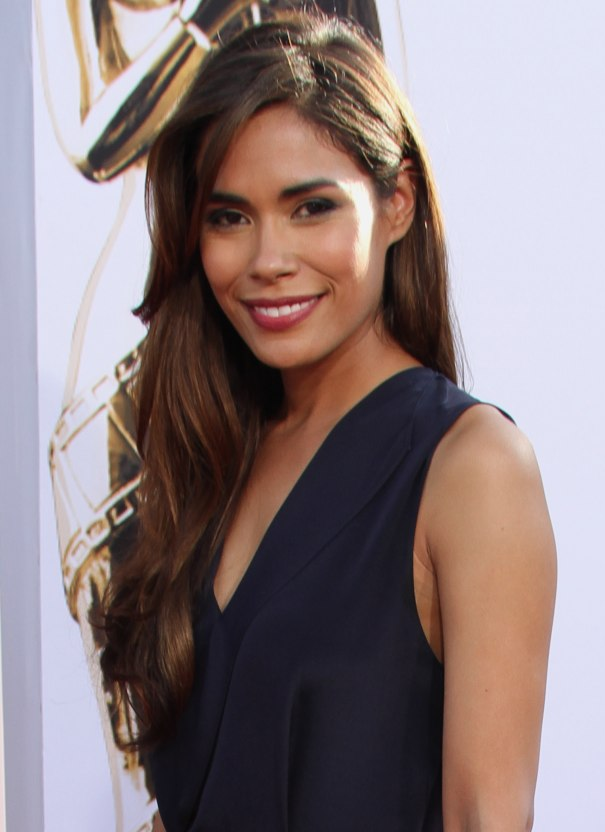
Daniella Alonso est la première interprète de Cristal.
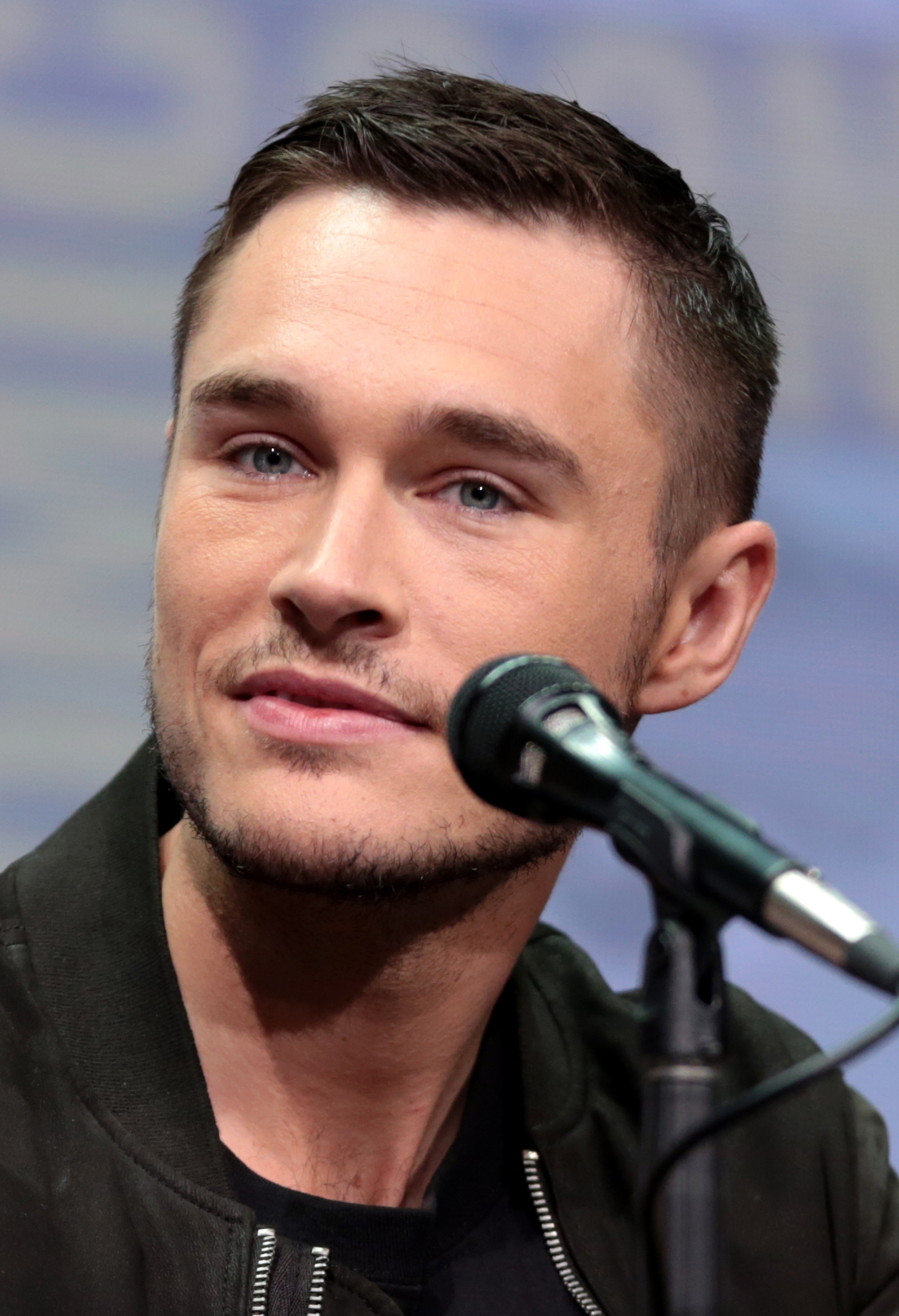
Sam Underwood interprète Adam.
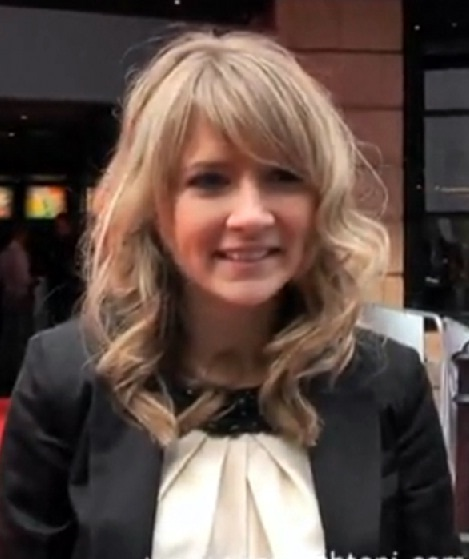
Eliza Bennett interprète Amanda.
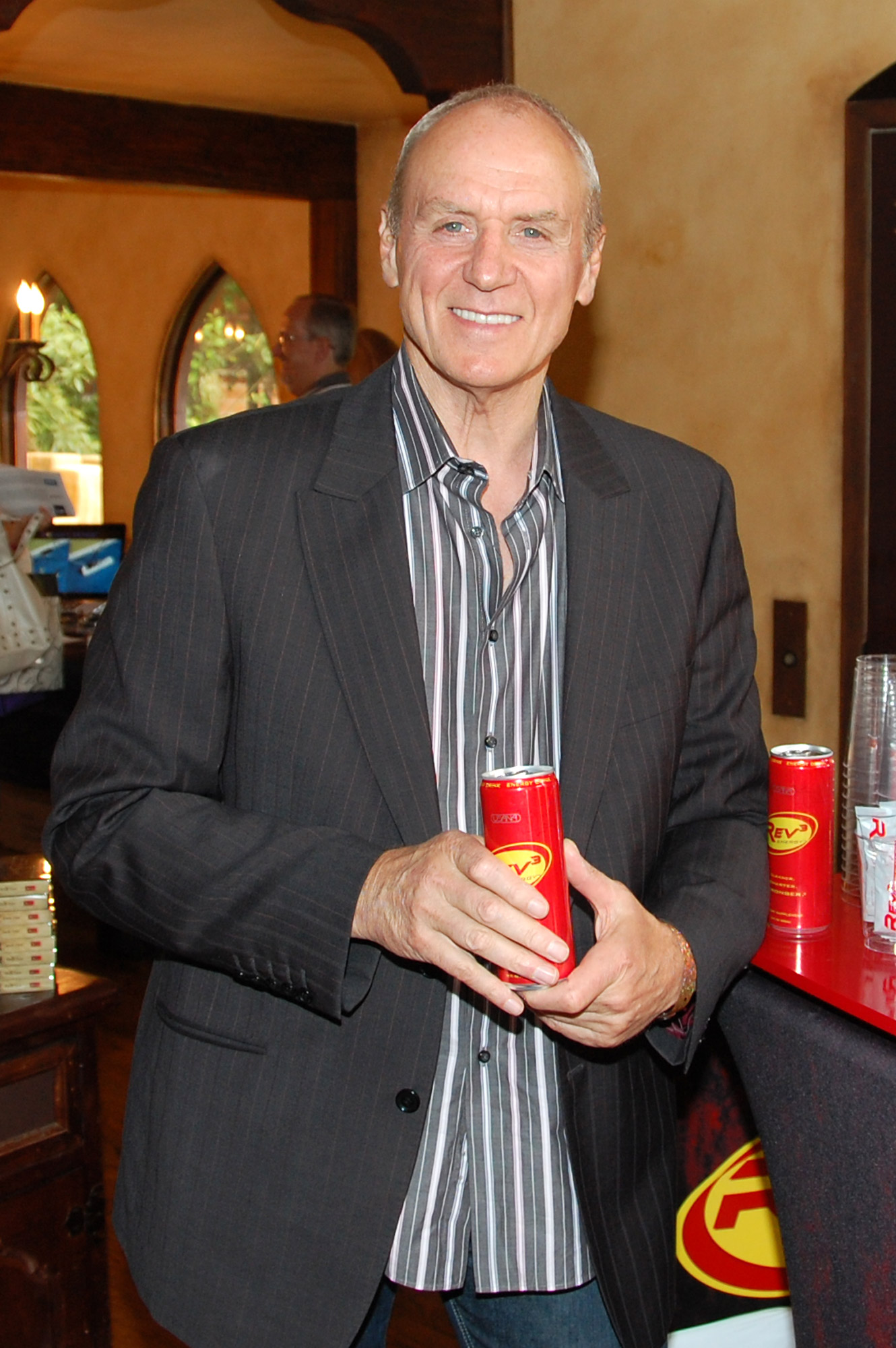
Alan Dale interprète Joseph.
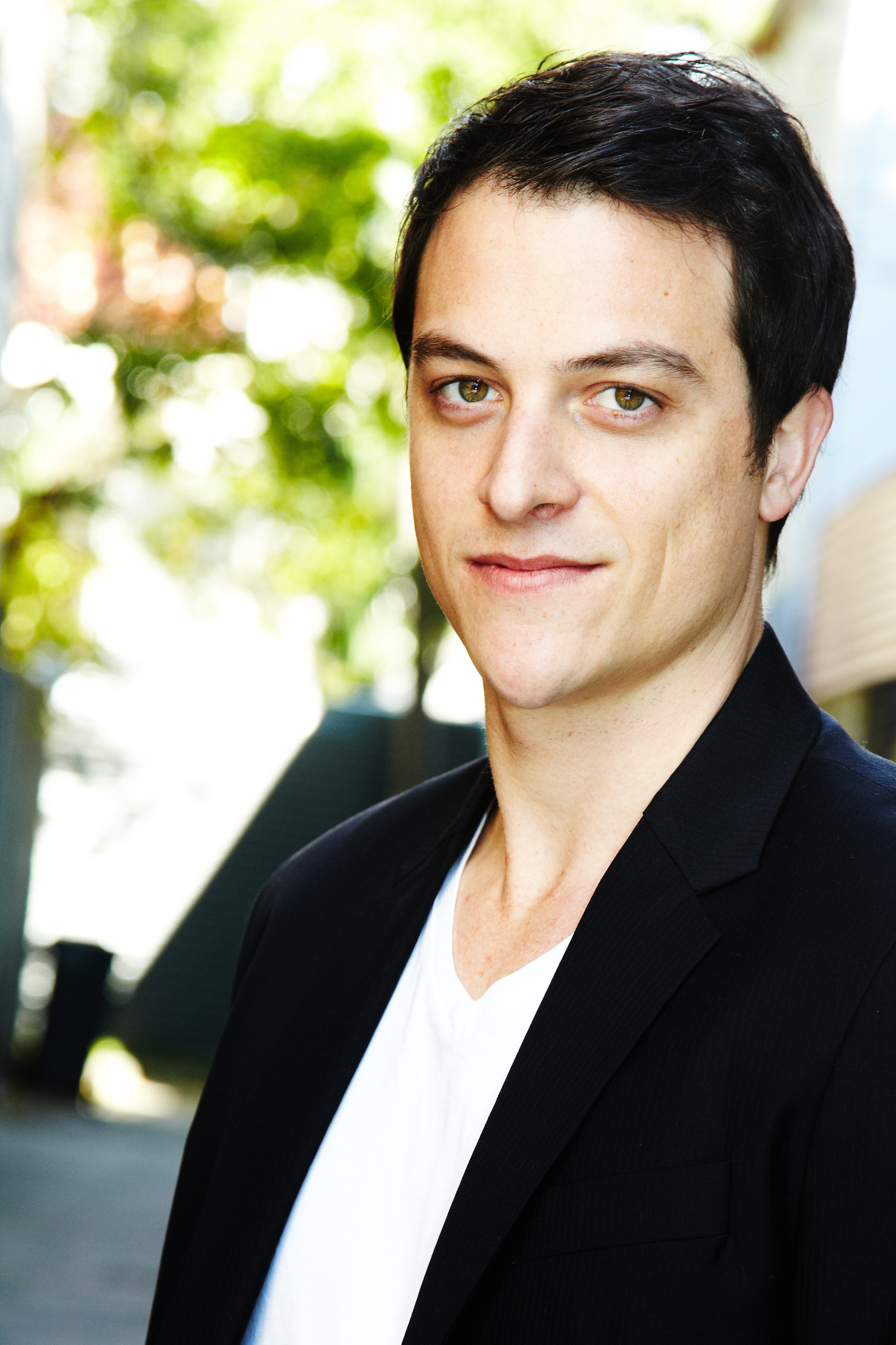
James Mackay interprète Steven.
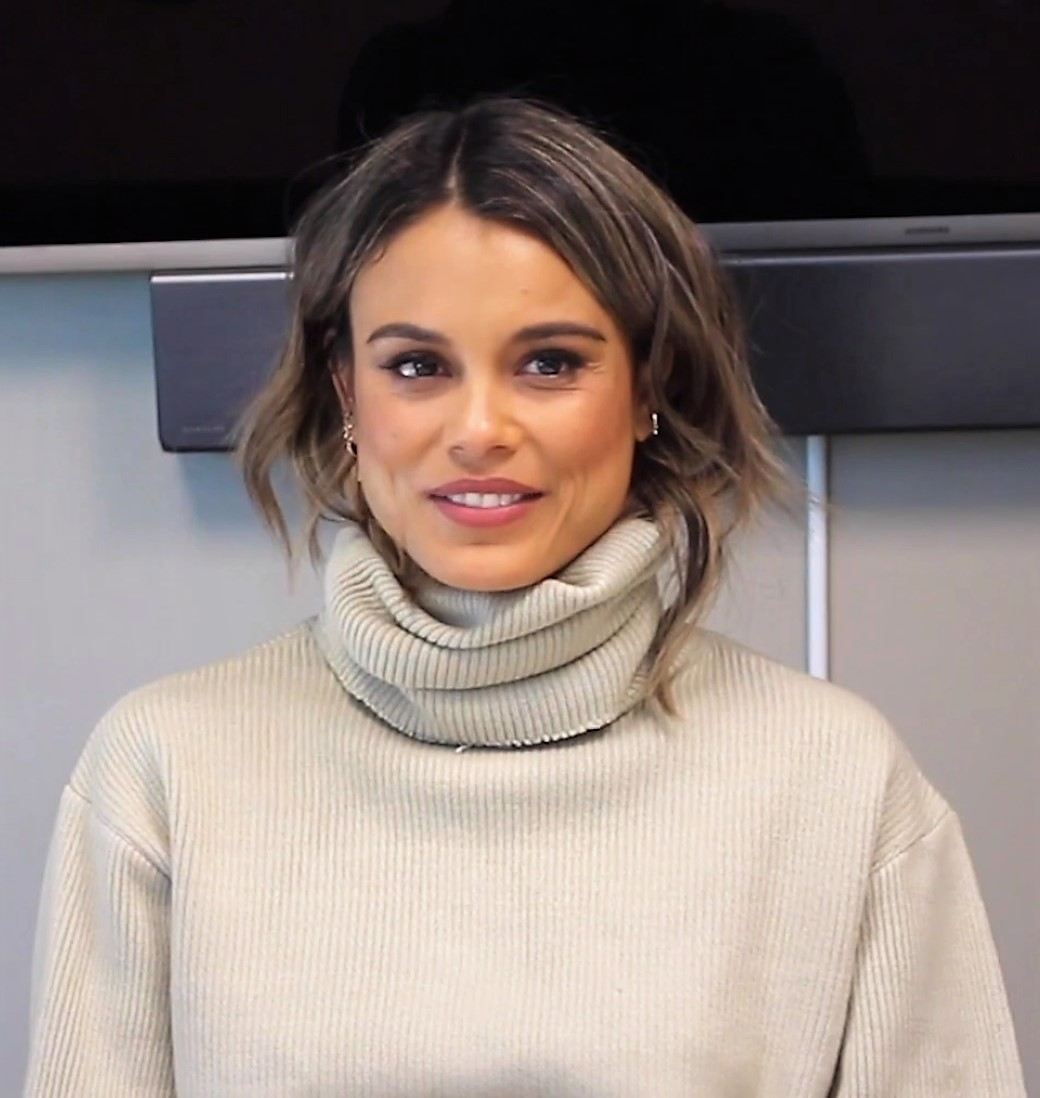
Nathalie Kelley interprète Celia.

### Acteurs récurrents
- Wakeema Hollis (VF : Youna Noiret) : Monica Colby (saisons 1 à 3 - invitée saison 4)
- Brianna Brown (VF : Sybille Tureau) : Claudia Blaisdel (saisons 1 et 2, invitée saison 5)
- Hakeem Kae-Kazim (VF : Jean-Paul Pitolin) : Cesil Colby (saisons 1 et 2)
- Nick Wechsler (VF : Sylvain Agaësse) : Matthew Blaisdel (saison 1)
- Michael Patrick Lane (VF : François Delaive) : Ted Dinard (saison 1)
- Elena Tovar (en) (VF : Laurence Dourlens) : Iris Machado (saison 1)
- Luis Fernández (VF : Boris de Mourzitch) : Alejandro Silva (née Diego Callestada - saison 1)
- Nicole Zyana (VF : Sidonie Laurens) : Allison (saisons 2 et 3)
- Chase Anderson (VF : Sébastien Ossard) : Tony (saisons 2 et 3)
- Kelly Rutherford (VF : Julie Dumas) : Melissa Daniels (saison 2 - invitée saisons 1 et 3)
- Brent Antonello (VF : Jérôme Pauwels) : Hank Sullivan (saison 2 - invité saison 1)
- Geovanni Gopradi (en) (VF : Jean Rieffel) : Roberto « Beto » Flores (saison 2 - invitée saisons 3 et 4)
- Taylor Black (VF : Cindy Lemineur) : Ashley Cunningham (saison 2 - invitée saison 3)
- Katherine LaNasa (VF : Marie-Laure Dougnac) : Ada Stone (saison 2)
- Sharon Lawrence (VF : Juliette Degenne) : Laura Van Kirk (saison 3 - invitée saisons 2, 4 et 5)
- Ken Kirby : Evan Tate (saison 3 - invité saison 4)
- Jade Payton (VF : Aurore Saint-Martin) : Vanessa Deveraux (saison 3)
- Kelli Barrett : Nadia (saison 3)
- Daniel DiTomasso : Fletcher Myers (saison 3 - invité saison 4)
- Emily Rudd (VF : Flora Brunier) : Heidi (saison 3)
- John Jackson Hunter : Connor (saison 3)
- Wil Traval : Père Caleb Collins (saison 4)
- Lachlan Buchanan : Ryan (saison 4)
- Ashley Day (VF : Jonathan Amram) : Colin McNaughton (saison 4)
- Randy J. Goodwin (en) : Brady Lloyd (saison 4, invitée saison 5)
- Luke Cook : Oliver Noble (saison 4)
- David Aron Damane (en) : Leo Abbott (saison 4)
- Kara Royster (VF : Valérie Bescht) : Eva (saison 4, invitée saison 5)
- Rogelio T. Ramos : Daniel Ruiz (saison 5)
- Pej Vahdat : Dex Dexter (saison 5)
- Cynthia Quiles : Charlie Jiménez (saison 5)
- Felisha Terrell (en) : Nina Fornier (saison 5)

Version française
- Société de doublage : Dubbing Brothers
- Direction artistique : Laura Préjean
- Adaptation des dialogues : Marianne Whiteside, Marie Laroussinie et Flora Seeger

 Source et légende : version française (VF) sur RS Doublage, DSD Doublage et le carton de doublage en fin d'épisode.

## Développement

### Production
En septembre 2016, The CW annonce le développement en série d'un reboot du feuilleton culte des années 1980, Dynastie. Le projet est développé par Josh Schwartz et Stephanie Savage, aux commandes à l'époque de Gossip Girl, et Sallie Patrick. Richard et Esther Shapiro, les créateurs de l'originale rejoignent aussi le projet en tant que producteurs.
Le 10 mai 2017, la chaine passe la commande d'une première saison pour la série dont le lancement est fixé à l'automne 2017. Le 8 novembre 2017, The CW passe la commande de neuf épisodes supplémentaires, portant la saison à 22 épisodes. Enfin, en janvier 2018, le réseau annonce le déplacement de la série le vendredi soir à partir du 9 mars.
Le 2 avril 2018, la chaîne annonce le renouvellement de la série pour une deuxième saison. Une troisième saison est commandée par la suite le 30 janvier 2019, avant la fin de la diffusion de la deuxième. Cette dernière marque le départ de Sallie Patrick au poste de showrunner de la série. Néanmoins, elle conserve son poste de productrice délégué. Josh Reims, producteur délégué sur la série depuis la deuxième saison, reprend alors le poste dès le début de la troisième saison.
En mars 2020, The CW annonce que la troisième saison ne comptera que vingt épisodes à la suite de l'arrêt du tournage dû à la Pandémie de Covid-19 aux États-Unis. Elizabeth Gillies dévoilera que l'équipe ne s'était pas préparée à cette interruption et que, par conséquent, la saison ne se terminera pas sur une véritable fin. Les deux derniers épisodes seront inclus dans la quatrième saison de la série, commandée le 7 janvier 2020, et qui sera lancée en 2021, à la suite d'une décision de la chaîne qui souhaite repousser le lancement de sa saison 2020-21 pour des raisons de sécurité,,.
En février 2021, alors que la quatrième saison est en cours de tournage et n'a pas encore entamé sa diffusion, la chaîne passe la commande d'une cinquième saison.
Malgré le fait qu'une saison 6 aurait été commandée sans déclaration publique de la chaîne, le 12 mai 2022, la série est annulée, à la suite d'audiences décevantes, alors même que la série est encore en cours de diffusion. On apprendra également que la série a été maintenue en raison d'un accord passé avec Netflix qui permettait de faire face au coût de production. La série a été annulée, comme beaucoup d'autres, alors que la chaine de diffusion est en vente et que cette dernière n'avait plus les moyens financiers. Certains acteurs principaux ne voulaient également plus continuer. La série a également souffert de nombreux départs d'acteurs au cours de sa diffusion liés à des conflits internes.

### Distribution des rôles
Nathalie Kelley est la première à rejoindre la série en janvier 2017 pour le rôle de Cristal Flores, une version latino du personnage de Krystle Jennings interprétée par Linda Evans dans l'originale. Elle est suivie en février 2017 par Elizabeth Gillies qui rejoint la distribution pour le rôle de Fallon Carrington ainsi que Sam Adegoke (en) dans le rôle de Jeff Colby et Robert Christopher Riley pour le rôle du chauffeur de la famille, Michael Culhane.
En mars 2017, Grant Show décroche le rôle du père de la famille, Blake Carrington, Alan Dale sera le majordome de la famille et Rafael de La Fuente est annoncé dans le rôle de Sam Flores, une version masculine et gay du personnage de Samantha Dean interprétée par Heather Locklear dans l'original. Brianna Brown rejoint également la distribution du premier épisode en tant qu'invitée pour le rôle de Claudia Blaisdel. Enfin, lors de la commande de la série en mai 2017, le reste de la distribution est confirmé. James Mackay sera Steven Carrington, personnage qui ne sera pas bisexuel comme dans l'original mais gay.
En août 2017, il est annoncé que Brianna Brown, invitée lors du pilote, vient de signer pour rejoindre la distribution récurrente. Le 28 novembre 2017, Nicollette Sheridan rejoint la distribution récurrente de la série pour le rôle de Alexis Morell Carrington, personnage rendu célèbre par Joan Collins dans la version originale. Le 15 mai 2018, elle est promue principale à partir de la deuxième saison.
Le 22 juin 2018, lors d'une interview, Nathalie Kelley dévoile avoir été informée qu'elle ne reviendrait pas pour la deuxième saison de la série dont le tournage débute en juillet. Ignorant le destin de son personnage, l'actrice ne confirme pas un éventuel retour, ni même son départ définitif. Le 6 août 2018, l'information est confirmée par The CW qui dévoile que l'actrice américano-mexicaine Ana Brenda Contreras rejoint la distribution pour interpréter la « vraie Cristal ». Kelley s'exprima au sujet de son départ en avril 2020 dans une interview dans laquelle elle déclare « je n'étais pas à la hauteur du challenge que représente un soap en prime-time. Je n'étais pas préparée à cela, ce n'est pas un genre que j'avais déjà expérimenté ». Elle précise avoir eu des difficultés à maîtriser le ton du genre et, après plusieurs années, être d'accord avec la décision des scénaristes de supprimer son personnage.
Le 14 août 2018, l'actrice Maddison Brown rejoint la distribution principale pour le rôle de la fille de Joseph Anders, Kirby puis, le 9 novembre 2018, James Mackay annonce son départ de la série. L'acteur révèle que son départ est une décision des scénaristes et qu'il a été informé avant de revenir sur le tournage que son personnage quitterait la série au cours de la deuxième saison. Néanmoins, le site Deadline Hollywood dévoile que le personnage pourrait faire son retour plus tard mais sous une forme différente, comme cela avait déjà été fait avec le personnage de Steven dans la série originale.
En février 2019, Nicollette Sheridan annonce à son tour son départ de la série au cours de la seconde saison pour rester auprès de sa famille pour des raisons personnelles. À la suite de cela, une source évoque au site internet TVLine la possibilité de recaster son rôle. Puis, à la fin du mois mars 2019, il est dévoilé que l'actrice Michael Michele rejoignait la distribution récurrente pour le rôle de Dominique Deveraux. Elle est promue à la distribution principale en juillet 2019 pour la troisième saison.
En juillet 2019, la production annonce un nouveau changement dans la distribution principale de la série : Ana Brenda Contreras quitte la série à sa demande. L'actrice Daniella Alonso signe alors pour reprendre son personnage, faisant de Cristal Jennings, le second personnage de la série à changer d'interprète en cours de production après celui d'Alexis. Quelques semaines après le lancement de la troisième saison, il est annoncé que Elaine Hendrix rejoindra la distribution principale de la saison en cours de route pour reprendre le personnage d'Alexis Carrington dont elle sera le troisième visage. C'est la seconde collaboration de l'actrice avec Elizabeth Gillies, avec qui elle avait déjà joué dans la série Sex&Drugs&Rock&Roll.

### Tournage
La série est entièrement tournée à Atlanta dans l'état de Géorgie où se déroule son action.
En janvier 2019, un épisode de la deuxième saison de la série a été tournée en France dans la ville de Paris et sa banlieue durant la semaine de la mode.
En mars 2020, le tournage du 21e épisode de la troisième saison est interrompu par mesures de sécurités à la suite de la pandémie de Covid-19. Par conséquent, le nombre d'épisodes de la saison est réduit et le tournage reprendra directement avec la quatrième saison.

### Fiche technique
- Titre original : Dynasty
- Titre francophone : Dynastie
- Développement : Josh Schwartz, Stephanie Savage et Sallie Patrick, d'après le feuilleton Dynastie créé par Richard et Esther Shapiro
- Décors : Cindy Carr
- Costumes : Meredith Markworth-Pollack
- Casting : Sandi Logan
- Musique : Paul Leonard-Morgan
- Production : Jeffrey Downer
- Producteur délégués : Richard Shapiro, Esther Shapiro, Stephanie Savage, Josh Schwartz, Brad Silberling, Sallie Patrick, Christopher Fife et
- Sociétés de production : Richard & Esther Shapiro Production, Fake Empire, Rabbit Ears Inc. et CBS Television Studios
- Sociétés de distribution : The CW (télévision, États-Unis), Netflix (télévision, international) et CBS Television Studios (globale)
- Pays d'origine :  États-Unis
- Langue originale : anglais
- Format : Couleur - 16:9 - 1080p (HDTV) - son Dolby Digital 5.1
- Genre : Comédie dramatique
- Durée : 41–43 minutes
- Public :
  -  États-Unis :  (interdit aux moins de 14 ans, contrôle parentale obligatoire)
  -  France : Tous publics, Déconseillé aux moins de 10 ans

 Sauf indication contraire, les informations mentionnées dans cette section peuvent être confirmées par la base de données cinématographiques IMDb,  présente dans la section « Liens externes ».

### Diffusion internationale
Peu avant le lancement de la série aux États-Unis, le service de streaming Netflix signe un contrat avec CBS Television Studios pour proposer la série à ses abonnées dans le reste du monde. La diffusion de la série débute donc le lendemain du lancement américain, soit le 12 octobre 2017.
Le service diffusa chaque épisode le lendemain de leurs diffusions originales pour les deux premières saisons. Néanmoins, lors du lancement de la troisième saison, les abonnés sont surpris par l'absence du nouvel épisode sur le service. Netflix confirmera quelques jours après qu'en raison d'un changement de contrat, les saisons de la série seront maintenant proposées intégralement après leurs diffusions américaines.

## Épisodes
| Saisons | Saisons | Nombre d'épisodes | Diffusion originale | Diffusion originale | Diffusion sur Netflix | Diffusion sur Netflix |
| Saisons | Saisons | Nombre d'épisodes | Début de saison     | Fin de saison       | Début de saison       | Fin de saison         |
| ------- | ------- | ----------------- | ------------------- | ------------------- | --------------------- | --------------------- |
|         | 1       | 22                | 11 octobre 2017     | 11 mai 2018         | 12 octobre 2017       | 12 mai 2018           |
|         | 2       | 22                | 12 octobre 2018     | 24 mai 2019         | 13 octobre 2018       | 25 mai 2019           |
|         | 3       | 20                | 11 octobre 2019     | 8 mai 2020          | 23 mai 2020           | 23 mai 2020           |
|         | 4       | 22                | 7 mai 2021          | 1er octobre 2021    | 22 octobre 2021       | 22 octobre 2021       |
|         | 5       | 22                | 20 décembre 2021    | 16 septembre 2022   | 24 septembre 2022     | 24 septembre 2022     |

### Première saison (2017-2018)
Composée de 22 épisodes, elle a été diffusée entre le 11 octobre 2017 et le 11 mai 2018.
1. Quelle élégance (I Hardly Recognized You)
2. Dire, enterrer et passer à autre chose (Spit It Out)
3. Coupable (Guilt is for Insecure People)
4. Relations privées (Private as a Circus)
5. Femme de l’année (Company Slut)
6. Égocentrique (I Exist Only for Me)
7. Thanksgiving (A Taste of Your Own Medicine)
8. Le Meilleur dans la vie (The Best Things in Life)
9. Coups bas (Rotten Things)
10. Une tarentule bien habillée (A Well-Dressed Tarantula)
11. Je n'obéis à aucun homme (I Answer to No Man)
12. Les promesses qu'on ne peut pas tenir (Promises You Can't Keep)
13. Que des ennuis (Nothing But Trouble)
14. L'Évangile selon Blake Carrington (The Gospel According to Blake Carrington)
15. À nous de jouer (Our Turn Now)
16. Pauvre petite fille riche (Poor Little Rich Girl)
17. Alexis entre en scène (Enter Alexis)
18. On n'arnaque pas une arnaqueuse (Don’t Con a Con Artist)
19. Manipuler ou être manipulé (Use or Be Used)
20. Une réplique du passé (A Line from the Past)
21. Sale petite garce (Trashy Little Tramp)
22. Tout recommencer (Dead Scratch)

### Deuxième saison (2018-2019)
Composée de 22 épisodes, elle a été diffusée entre le 12 octobre 2018 et le 24 mai 2019.
1. Les bonnes choses ont une fin (Twenty-Three Skidoo)
2. Nid de vipères (Ship of Vipers)
3. Le Coup du majordome (The Butler Did It)
4. L'Ennemi de mon ennemi (Snowflakes In Hell)
5. Reine de coupe (Queen of Cups)
6. La Sorcière (That Witch)
7. Une infection passagère (A Temporary Infestation)
8. Droit à la jugulaire (A Real Instinct for the Jugular)
9. Folle à lier (Crazy Lady)
10. Une envie de champagne (A Champagne Mood)
11. Tombée très bas (The Sight of You)
12. Une question d'ego (Filthy Games)
13. Même les vers de terre se reproduisent (Even Worms Can Procreate)
14. La Légende parisienne (Parisian Legend Has It…)
15. Surprotection maternelle (Motherly Overprotectiveness)
16. Des hommes pitoyables et ingrats (Miserably Ungrateful Men)
17. Plus hypocrite, tu meurs ! (How Two-Faced Can You Get)
18. La vie est un bal masqué (Life is a Masquerade Party)
19. Cette maladie (This Illness of Mine)
20. La Dame (New Lady in Town)
21. Le Sang et l'argent (Thicker Than Money)
22. Tromperie, jalousie et mensonge (Deception, Jealousy, and Lies)

### Troisième saison (2019-2020)
Composée de vingt épisodes, elle a été diffusée entre le 11 octobre 2019 et le 8 mai 2020.
1. Au bout de la culpabilité (Guilt Trip to Alaska)
2. Gagner la guerre (Caution Never Won a War)
3. La Chasse aux fantômes (Wild Ghost Chase)
4. Désespoir (Something Desperate)
5. Bienvenue à La Mirage ! (Mother? I'm at La Mirage)
6. De vieux souvenirs (A Used Up Memory)
7. Au quart de tour (Shoot from the Hip)
8. Le Procès sensationnel de Blake Carrington (The Sensational Blake Carrington Trial)
9. Tant que le caviar ne brûle pas (The Caviar, I Trust, Is Not Burned)
10. Du chagrin à noyer (What Sorrows Are You Drowning?)
11. Une blessure si profonde (A Wound That May Never Heal)
12. Lignes de combat (Battle Lines)
13. La Vie en noir ou blanc (You see Most Things in Terms of Black & White)
14. La Marâtre (That Wicked Stepmother)
15. Situation délicate (Up a Tree)
16. À quand la prochaine opération ? (Is the Next Surgery on the House?)
17. Elle a annulé… (She Cancelled…)
18. Comme si être prêtre était un péché ! (You Make Being a Priest Sound Like Something Bad)
19. Des Robins des Bois (Robin Hood Rescues)
20. Gueule de bois assurée (My Hangover's Arrived)

### Quatrième saison (2021)
Elle est diffusée du 7 mai 2021 au 1er octobre 2021 sur CW et mise en ligne le 22 octobre 2021 sur Netflix.
1. Le Dîner raté (That Unfortunate Dinner)
2. Les Vœux sacrés (Vows Are Still Sacred)
3. Lendemains difficiles (The Aftermath)
4. Tout le monde aime les Carrington (Everybody Loves the Carringtons)
5. Espoirs et nouveaux départs (New Hopes, New Beginnings)
6. Un tête-à-tête père-fille (A Little Father-Daughter Chat)
7. La Fête d'anniversaire (The Birthday Party)
8. Une vendetta malsaine (Your Sick and Self-Serving Vendetta)
9. La Même justice pour les riches (Equal Justice for the Rich)
10. Créer des souvenirs (I Hate to Spoil Your Memories)
11. Tissu de mensonges (A Public Forum for Her Lies)
12. La Réalité (Everything but Facing Reality)
13. Quelqu'un d'autre (Go Rescue Someone Else)
14. Pas besoin de thérapie (But I Don't Need Therapy)
15. Un appartement magnifique (She Lives in a Showplace Penthouse)
16. Déclaration de guerre (The British Are Coming)
17. À la belle étoile (Stars Make You Smile)
18. Un bon parti (A Good Marriage in Every Sense)
19. La Perfection en apparence (Everything Looks Wonderful, Joseph)
20. Sale menteur (You Vicious, Miserable Liar)
21. Affaires d'État, affaires de cœur (Affairs of State and Affairs of the Heart)
22. Manipulations et tromperies (Filled with Manipulations and Deceptions)

### Cinquième saison (2021-2022)
Cette dernière saison de 22 épisodes a débuté avec la diffusion de deux épisodes spéciaux de Noël le 20 décembre 2021, et a repris du 11 mars 2022 jusqu'au 16 septembre 2022 sur CW et sera mise en ligne le 24 septembre 2022 sur Netflix.
1. On recommence à zéro (Let's Start Over Again)
2. Une magie de fêtes (That Holiday Spirit)
3. Une réunion pleine de surprises (How Did The Board Meeting Go?)
4. Leur cheval de bataille (Go Catch Your Horse)
5. Il faut aussi savoir s'amuser (A Little Fun Wouldn't Hurt)
6. Tant de haine(Devoting All of Her Energy to Hate)
7. Une vraie actrice (A Real Actress Could Do It)
8. L'important, c'est de gagner (The Only Thing That Counts Is Winning)
9. Un baiser amical ? (A Friendly Kiss Between Friends)
10. Chacune ses affaires (Mind Your Own Business)
11. Il ne reste qu'à prier (I'll Settle for a Prayer)
12. Surtout, pas de panique ! (There's No Need to Panic)
13. Un plan "vert tortue" (Do You Always Talk to Turtles)
14. Vendetta anonyme (Vicious Vendetta)
15. Ben (Ben)
16. Les liens du sang (My Family, My Blood)
17. Personne pour assister au naufrage (There's No One Around to Watch You Drown)
18. L'angoisse de la page blanche (A Writer of Dubious Talent)
19. L'ingrédient du scandale (But a Drug Scandal?)
20. Enlèvement et autres délits (First Kidnapping and Now Theft)
21. Une énergique lutte de pouvoir (More Power to Her)
22. Sans issue (Catch 22)

## Accueil

### Critiques
La première saison de la série a divisé la critique. Sur le site agrégateur de critiques Rotten Tomatoes, elle recueille 49 % de critiques positives, avec une note moyenne de 6,54/10 sur la base de 47 critiques collectées. Le consensus critique établi par le site résume que « la série garde assez du côté kitsch de l'originale pour offrir un plaisir coupable glamour, néanmoins, sans atteindre le niveau de sa prédécesseur ».
Sur Metacritic, la saison obtient une note de 52/100 basée sur 17 critiques collectées.

### Audiences
La série est diffusée sur le réseau The CW dont les séries, pour la saison 2016-2017, ont eu une audience moyenne allant de 550 000 téléspectateurs (0,20 % des 18-49 ans) pour Crazy Ex-Girlfriend à 2,84 millions de téléspectateurs (1,06 % des 18-49 ans) pour Flash.
La meilleure audience de la série a été réalisée par le premier épisode de la première saison, Quelle élégance, avec 1,25 million de téléspectateurs. La pire audience a été réalisée par le seizième épisode de la quatrième saison, The British Are Coming, avec seulement 182 000 téléspectateurs 
| Saisons | Diffusion                                                          | Nombre d'épisodes | Lancement        | Lancement       | Final             | Final           | Téléspectateurs (en moyenne) |
| Saisons | Diffusion                                                          | Nombre d'épisodes | Date             | Téléspectateurs | Date              | Téléspectateurs | Téléspectateurs (en moyenne) |
| ------- | ------------------------------------------------------------------ | ----------------- | ---------------- | --------------- | ----------------- | --------------- | ---------------------------- |
| 1       | Mercredi, 21 h (Épisodes 1 à 13) Vendredi, 20 h (Épisodes 14 à 22) | 22                | 11 octobre 2017  | 1,25 million    | 11 mai 2018       | 557 000         | 684 000                      |
| 2       | Vendredi, 20 h                                                     | 22                | 12 octobre 2018  | 642 000         | 24 mai 2019       | 525 000         | 554 000                      |
| 3       | Vendredi, 21 h                                                     | 20                | 11 octobre 2019  | 464 000         | 8 mai 2020        | 373 000         | 358 000                      |
| 4       | Vendredi, 21 h                                                     | 22                | 7 mai 2021       | 240 000         | 1er octobre 2021  | 220 000         | 243 000                      |
| 5       | Lundi, 20 h (Épisodes 1 et 2) Vendredi, 21 h (épisodes 3 à 22)     | 22                | 20 décembre 2021 | 377 000         | 16 septembre 2022 | 190 000         |                              |

## Distinctions
Sauf indication contraire, les informations mentionnées dans cette section peuvent être confirmées par la base de données cinématographiques IMDb,  présente dans la section « Liens externes ».

### Récompenses
- People's Choice Awards 2018 : Série revival de l'année

### Nominations
- Dorian Awards 2018 : Série télévisée campy de l'année
- Teen Choice Awards 2019 : Acteur préféré dans une série télévisée dramatique pour Adam Huber